# Salif Sané
Salif Sané (* 25. srpna 1990) je senegalský profesionální fotbalista a bývalý reprezentant, který hraje na pozici obránce za francouzský klub FC Libourne.
Narodil se ve Francii, ale na mezinárodní úrovni reprezentuje Senegal.

## Mládí a osobní život
Sané se narodil v Lormontu ve Francii senegalským rodičům. Jeho starší nevlastní bratr Lamine Sané je také profesionální fotbalista.

## Klubová kariéra
Sané se narodil v Lormontu a fotbal začal hrát nejprve za Bordeaux, Nancy a Nancy II. V červnu 2012 Sané odmítl nabídku belgického klubu Anderlecht. V květnu 2013 bylo oznámeno, že 1. července přestoupí do německého klubu Hannover 96, s nímž podepsal čtyřletou smlouvu.
Dne 11. dubna 2018 Sané oznámil, že na konci sezóny opustí Hannover 96. V sezóně 2018/19 podepsal smlouvu se Schalke 04.
Sané se stal klíčovým hráčem Schalke. Jeho síla, atletičnost a úspěšnost v soubojích přiměly mnoho lidí věřit, že má potenciál stát se jedním z nejlepších defenzivních hráčů v Bundeslize.[zdroj⁠?!] Saného flexibilita jako hráče mu umožnila hrát jak v obraně, tak ve středu pole. Když hrál v obraně, vyhrál více vzdušných soubojů než kterýkoli jiný hráč v Bundeslize.[zdroj⁠?!]

## Reprezentační kariéra
V září 2012 Sané oznámil svůj záměr hrát mezinárodní fotbal za Senegal. První pozvánku do reprezentace Senegalu obdržel v květnu 2013. Později téhož roku debutoval na mezinárodní scéně a hrál v kvalifikačních zápasech na Mistrovství světa ve fotbale. V prosinci 2014 byl jmenován do předběžného týmu Senegalu pro Africký pohár národů 2015.
V květnu 2018 byl jmenován do 23členného týmu Senegalu pro Mistrovství světa ve fotbale 2018 v Rusku.

## Kariérní statistiky

### Klubové
Platí k 17. květnu 2022.
| Klub              | Sezóna              | Liga              | Liga   | Liga | Národní pohár | Národní pohár | Ligový pohár | Ligový pohár | Evropa | Evropa | Celkově | Celkově |
| Klub              | Sezóna              | Divize            | Zápasy | Góly | Zápasy        | Góly          | Zápasy       | Góly         | Zápasy | Góly   | Zápasy  | Góly    |
| ----------------- | ------------------- | ----------------- | ------ | ---- | ------------- | ------------- | ------------ | ------------ | ------ | ------ | ------- | ------- |
| Bordeaux          | 2010/11             | Ligue 1           | 4      | 0    | 1             | 0             | 0            | 0            | —      | —      | 5       | 0       |
| Nancy             | 2011/12 (hostování) | Ligue 1           | 32     | 2    | 1             | 0             | 0            | 0            | —      | —      | 33      | 2       |
| Nancy             | 2012/13             | Ligue 1           | 34     | 3    | 2             | 0             | 1            | 0            | —      | —      | 37      | 3       |
| Nancy             | Celkově             | Celkově           | 66     | 5    | 3             | 0             | 1            | 0            | —      | —      | 70      | 5       |
| Hannover 96       | 2013/14             | Bundesliga        | 19     | 2    | 1             | 0             | —            | —            | —      | —      | 20      | 2       |
| Hannover 96       | 2014/15             | Bundesliga        | 18     | 2    | 0             | 0             | —            | —            | —      | —      | 18      | 2       |
| Hannover 96       | 2015/16             | Bundesliga        | 31     | 2    | 2             | 1             | —            | —            | —      | —      | 33      | 3       |
| Hannover 96       | 2016/17             | 2. Bundesliga     | 28     | 2    | 3             | 1             | —            | —            | —      | —      | 31      | 3       |
| Hannover 96       | 2017/18             | Bundesliga        | 32     | 4    | 2             | 0             | —            | —            | —      | —      | 34      | 4       |
| Hannover 96       | Celkově             | Celkově           | 128    | 12   | 8             | 2             | —            | —            | —      | —      | 136     | 14      |
| Schalke 04        | 2018/19             | Bundesliga        | 30     | 2    | 4             | 2             | —            | —            | 6      | 0      | 40      | 4       |
| Schalke 04        | 2019/20             | Bundesliga        | 15     | 2    | 1             | 0             | —            | —            | —      | —      | 16      | 2       |
| Schalke 04        | 2020/21             | Bundesliga        | 14     | 0    | 1             | 0             | —            | —            | —      | —      | 15      | 0       |
| Schalke 04        | 2021/22             | 2. Bundesliga     | 11     | 0    | 0             | 0             | —            | —            | —      | —      | 11      | 0       |
| Schalke 04        | Celkově             | Celkově           | 70     | 4    | 6             | 2             | —            | —            | 6      | 0      | 82      | 6       |
| Celkově v kariéře | Celkově v kariéře   | Celkově v kariéře | 268    | 21   | 18            | 4             | 1            | 0            | 6      | 0      | 293     | 25      |

### Reprezentační
Platí k zápasu odehranému 15. listopadu 2020.
| Národní tým | Rok     | Zápasy | Góly |
| ----------- | ------- | ------ | ---- |
| Senegal     | 2013    | 4      | 0    |
| Senegal     | 2014    | 3      | 0    |
| Senegal     | 2015    | 0      | 0    |
| Senegal     | 2016    | 0      | 0    |
| Senegal     | 2017    | 6      | 0    |
| Senegal     | 2018    | 9      | 0    |
| Senegal     | 2019    | 8      | 0    |
| Senegal     | 2020    | 3      | 0    |
| Celkově     | Celkově | 33     | 0    |

## Úspěchy
Senegal
- Poražený finalista Afrického poháru národů: 2019

Schalke 04
- 2. Bundesliga: 2021/22